# Mecsek Zöldút Egyesület
A Mecsek Zöldút Egyesület (röviden MEZŐ) egy Baranya vármegyei civil szervezet, amely vendéglátással egybekötött programokat szervez. A tervezett útvonal a teljes Mecseket bejárja. 2015-ben elnyerte „Magyarország legízletesebb úti célja” címet az Európai Bizottság által kiírt ,,European Destinations of Excellence” (EDEN), azaz „Kiváló Európai Desztinációk” pályázaton.
Az egyesület elnöke Szakács Gyuláné Éva, aki a Nyugat- és a Kelet-Mecsek településeiből további 9 elnökségi taggal szervezi a tevékenységeket. Az egyesület székhelye: 7673 Cserkút, Alkotmány utca 8.
Az a kezdeményezés, ami a Mecsek Zöldút Egyesületet életre hívta, 2012 őszén indult. Legfontosabb célja, hogy a helyben élő emberek számára megélhetést, kibontakozást, emberi kapcsolatokat biztosítson. A Mecsek Zöldút tagjai felkutatták az egyes falvak helyi értékeit, termékeit, szolgáltatásait, programjait, hagyományait és gasztronómiáját. Elkötelezettek a hagyományos, vegyszer- és tartósítószer-mentes, szezonális helyi termékek népszerűsítésében, az erdei, mezei, kerti vadon termő növények, gombák környezetbarát gyűjtésében, használatában, az egészséges táplálkozásra való figyelemfelhívásban és a helyi közösséget támogató (és nem kihasználó) fenntartható turizmusban.
Az összefogás által érintett települések: Cserkút, Kővágószőlős, Kővágótőttős, Bakonya, Kovácsszénája, Orfű, Pécs.